# کن اولسن
کن اولسن (انگلیسی: Ken Olsen؛ ۲۰ فوریهٔ ۱۹۲۶ – ۶ فوریهٔ ۲۰۱۱) کارآفرین، بازرگان و مدیر ارشد اجرایی آمریکایی بود، که در سال ۱۹۵۷ شرکت دیجیتال ایکویپ‌منت کورپوریشن را تأسیس نمود.